# Lijst van beschermd erfgoed in Elzele
Onderstaande tabel geeft een overzicht van de beschermde erfgoederen in de gemeente Elzele. Het beschermd erfgoed maakt deel uit van het cultureel erfgoed in België.
| Object | Bouwjaar/architect | Deelgemeente | Adres                   | Coördinaten                   | Nummer?                | Afbeelding                                                                                                  |
| --- | ------------------ | ------------ | ----------------------- | ----------------------------- | ---------------------- | --- |
| Moulin du Cat Sauvage                                                                                       | 1750-1751          | Elzele       | Rue du Moulin aux Chats | 50° 43' 56" NB, 3° 38' 46" OL | 51017-CLT-0002-01 Info | Moulin du Cat Sauvage                                                                                       |
| Ensemble gevormd door de molen van Cat Sauvage en de omgeving (site)                                        |                    | Elzele       |                         | 50° 43' 55" NB, 3° 38' 39" OL | 51017-CLT-0003-01 Info | |
| Parochiekerk Sint-Pieters-Banden                                                                            |                    | Elzele       | Place 14                | 50° 44' 3" NB, 3° 40' 51" OL  | 51017-CLT-0004-01 Info | Parochiekerk Sint-Pieters-Banden                                                                            |
| Het waterrad van de Moulin du Mouflu                                                                        |                    | Wodecq       | Quesnoit 28             | 50° 43' 6" NB, 3° 45' 14" OL  | 51017-CLT-0007-01 Info | |
| Kapel Notre-Dame de la Paix, te Padraye (monument) ensemble gevormd door het gebouw en zijn omgeving (site) |                    | Elzele       | Padre                   | 50° 43' 48" NB, 3° 41' 52" OL | 51017-CLT-0008-01 Info | Kapel Notre-Dame de la Paix, te Padraye (monument) ensemble gevormd door het gebouw en zijn omgeving (site) |